# Last Nite
Last Nite è una canzone del gruppo indie rock statunitense The Strokes, secondo singolo estratto da Is This It, album di debutto della band. 
Prima della pubblicazione ufficiale era stata pubblicata una versione demo di Last Nite su vinile 45 giri per l'etichetta XL Records.
Il lato b del CD1, When It Started, è la canzone che ha sostituito New York City Cops nella versione statunitense dell'album.
Del singolo esistono più versioni: la CD1 e CD2, quella ceca in vinile a 45 giri rosso, quella europea con solo 2 tracce (Last Nite e When It Started), quella giapponese-australiana con 4 canzoni.

## Tracce

### Last Nite CD1
1. Last Nite (Album Version) - 3:15
2. Take or Leave It (Live) - 3:14
3. When It Started - 2:59

### Last Nite CD2 (Live)
1. Last Nite (Live)
2. Trying Your Luck (Live)
3. Take or Leave It (Live)

### Last Nite (Versione AUS)
1. Last Nite (Album Version) - 3:15
2. When It Started - 2:59
3. Last Nite (Live) - 3:27
4. Take It or Leave It - 3:29

### Last Nite (versione CZ in vinile 7" rosso)
1. Last Nite (Album Version) - 3:15
2. When It Started - 2:59

## Collegamenti
Testo Last Nite  Archiviato il 4 giugno 2009 in Internet Archive.

Video Last Nite - The Strokes 

Video Last Nite - Vitamin C 

Video Last Nite @ MTV Europe 